# Marcello Zago
Marcello Zago (Villorba, 9 agosto 1932 – Roma, 1º marzo 2001) è stato un arcivescovo cattolico e religioso italiano.

## Biografia
Marcello Zago nacque a Villorba il 9 agosto 1932 da Angelo e da Erminia Battistella. Era il più giovane di quattro fratelli e di due sorelle.

### Formazione e ministero sacerdotale
Nel 1944 fu ammesso al seminario vescovile di Treviso; nel 1952 entrò nel seminario maggiore e vi rimase fino al secondo anno di teologia. A ventitré anni si trasferì a Ripalimosani per compiere il periodo di noviziato nei Missionari oblati di Maria Immacolata. Il 19 settembre 1956 fece la sua prima professione religiosa. Negli anni dal 1956 al 1959 completò gli studi teologici all'Angelicum di Roma.
Ricevette l'ordinazione presbiterale il 13 settembre 1959 e il 29 settembre fece la professione perpetua. Nel dicembre dello stesso anno partì per il Laos iniziando così la sua avventura in Asia. Per oltre sei anni lavorò attivamente in quel paese come missionario nei villaggi, predicatore, costruttore di nuove missioni e direttore di scuole. La vita era difficile ma anche in questo caso, tra le altre attività, attraverso il suo sforzo costante, operò nel campo del dialogo con i buddisti.
Dal 25 gennaio al 23 marzo 1966 partecipò come delegato eletto della vice provincia del Laos al capitolo generale. Dal 1966 al 1971 operò come formatore a Roma. Per un periodo di cinque anni, servì infatti come direttore spirituale dei seminaristi oblati di Roma e approfondì la teologia del buddismo.
Nel 1971, dopo una pausa di cinque anni, fu richiamato in Laos per fondare e dirigere il Centro cattolico per il dialogo con i buddisti. In breve tempo, la sua influenza si estese a tutti i paesi buddisti e a tutto il continente asiatico. La sua vita era piena di incontri nelle varie diocesi e nei diversi paesi, sia con sacerdoti e vescovi che con non cristiani. Il 9 gennaio 1971 conseguì il dottorato in missiologia presso la Pontificia Università Gregoriana con una tesi intitolata "Rituali e cerimonie in Laos" e relatore Jesús López-Gay. Dal 1971 al 1974 insegnò missiologia all'Università San Paolo di Ottawa. Allo stesso tempo, fondò e diresse il Centro per la ricerca e il dialogo con i buddisti per conto della Conferenza dei Vescovi di Laos-Cambogia. Tra il 27 marzo e il 12 aprile 1972 organizzò a Hua Him, in Thailandia, la prima sessione di studio su buddismo e cristianesimo, seguita da analoghe sessioni a Vientiane, in Laos (18-24 luglio 1972) e a Phnom Penh, in Cambogia (21 gennaio - 7 febbraio 1973). Il 1º marzo 1973 venne nominato consultore del Segretariato per i non cristiani. Nel giugno del 1973, con il vescovo e confratello Alessandro Staccioli, accompagnò un gruppo di buddisti laotiani nell'aula Paolo VI. Il 22-24 aprile 1974 partecipò alla riunione della Federazione delle conferenze episcopali dell'Asia cominciando la sua partecipazione attiva in questa organizzazione. Il 2 dicembre 1974 il capitolo generale degli Oblati lo elesse secondo assistente generale. L'anno successivo venne nominato per sei anni assistente generale. Questo incarico lo portò a visitare non solo i missionari in Asia, ma anche in altri continenti, come Africa, America Latina e Canada. Dal 1976 al 1980 fu vicepresidente del comitato missionario dell'Unione dei Superiori Generali. Dal 1980 al 1986 operò come formatore scolastico nella casa di Vermicino di cui fu superiore nel 1982/83. Dal 1981 al 1986 insegnò missiologia presso la Pontificia Università Lateranense e presso la Pontificia Università Urbaniana. Tra il 1983 e il 1986 ricoprì il ruolo di segretario del Segretariato per i non cristiani divenuto in seguito Pontificio consiglio per il dialogo interreligioso. In tale ruolo, fu il coordinatore di tutte le politiche di dialogo e relazione con le altre fedi della Chiesa cattolica. Ciò comportò il contatto diretto con i rappresentanti di altre religioni in nome del Papa e la dettatura delle linee guida in questo campo alle Conferenze episcopali. Accompagnò papa Giovanni Paolo II in un certo numero di viaggi e aveva con lui contatti abbastanza frequenti.
Il 13 settembre 1986 il capitolo generale lo elesse superiore generale dei Missionari oblati di Maria Immacolata. Un mese dopo, il 27 ottobre, si tenne ad Assisi la giornata di preghiera per la pace di cui fu uno dei principali organizzatori dando inizio allo spirito di Assisi. Dal novembre 1986 al novembre 1997 fece parte del consiglio dell'Unione dei Superiori Generali. Compì le prime visite da superiore generale nelle missioni che vivevano in situazioni difficili, vale a dire, in Madagascar e in altri paesi africani. Visitò poi le missioni in Asia, America ed Europa. Durante il suo mandato vennero aperte nuove missioni in tredici paesi: Guatemala, Venezuela, Colombia, Cuba, Nigeria, Botswana, Angola, Kenya, Corea, Turkmenistan, Bielorussia, Ucraina e Repubblica Ceca. Nel 1989 divenne membro della Congregazione per gli istituti di vita consacrata e le società di vita apostolica e della Commissione per i rapporti religiosi con l'ebraismo. Prese parte anche al Sinodo dei laici del 1987, al Sinodo sulla formazione sacerdotale del 1990, al Sinodo speciale per l'Africa del 1994 e al Sinodo sulla vita consacrata dello stesso anno del quale fu segretario speciale. Tutti i suoi interventi erano dedicati a tematiche missionarie. Il 22 gennaio 1991 con il cardinale Jozef Tomko presentò in conferenza stampa l'enciclica Redemptoris Missio della quale aveva scritto più di trenta articoli. Il 15 settembre 1992, il capitolo del suo ordine lo confermò superiore per un secondo mandato.

### Ministero episcopale
Il 28 marzo 1998 papa Giovanni Paolo II lo nominò segretario della Congregazione per l'evangelizzazione dei popoli elevandolo al rango di arcivescovo titolare di Roselle. Ricevette l'ordinazione episcopale il 25 aprile successivo nella basilica di San Pietro in Vaticano dal cardinale Jozef Tomko, prefetto della Congregazione per l'evangelizzazione dei popoli, coconsacranti il vescovo ausiliare di Siena-Colle di Val d'Elsa-Montalcino Alessandro Staccioli e il vescovo di Treviso Paolo Magnani.
Nel novembre del 2000 rimase ricoverato in ospedale per tre settimane essendo malato di polmonite e leucemia. Nei mesi successivi fu ricoverato diverse volte per cure chemioterapiche. Morì nella sua residenza di piazza di Spagna a Roma la mattina del 1º marzo 2001. Le esequie si tennero il 3 marzo nella basilica di San Pietro in Vaticano e furono presiedute dal cardinale Jozef Tomko. Venne sepolto nella tomba degli oblati nel cimitero di Marino due giorni dopo.

## Genealogia episcopale
La genealogia episcopale è:
- Cardinale Scipione Rebiba
- Cardinale Giulio Antonio Santori
- Cardinale Girolamo Bernerio, O.P.
- Arcivescovo Galeazzo Sanvitale
- Cardinale Ludovico Ludovisi
- Cardinale Luigi Caetani
- Cardinale Ulderico Carpegna
- Cardinale Paluzzo Paluzzi Altieri degli Albertoni
- Papa Benedetto XIII
- Papa Benedetto XIV
- Papa Clemente XIII
- Cardinale Enrico Benedetto Stuart
- Papa Leone XII
- Cardinale Chiarissimo Falconieri Mellini
- Cardinale Camillo Di Pietro
- Cardinale Mieczysław Halka Ledóchowski
- Cardinale Jan Maurycy Paweł Puzyna de Kosielsko
- Arcivescovo Józef Bilczewski
- Arcivescovo Bolesław Twardowski
- Arcivescovo Eugeniusz Baziak
- Papa Giovanni Paolo II
- Cardinale Jozef Tomko
- Arcivescovo Marcello Zago, O.M.I.